# Pała ze sprawowania
Pała ze sprawowania (franc. Zéro de conduite) – francuski film średniometrażowy z 1933 w reżyserii Jeana Vigo.

## Opis fabuły
Caussat i Bruel są jednymi z uczniów we francuskiej szkole. Po skończonych wakacjach muszą wrócić do szkolnych ławek, co czynią, jak wielu innych, bardzo niechętnie. Ponownie muszą spotkać się ze swoimi prześladowcami: ograniczonymi i brutalnymi nauczycielami. Tym razem jednak, chłopcy nie chcą już więcej tego znosić i postanawiają zorganizować bunt.

## Obsada
- Gérard de Bédarieux – René Tabard
- Louis Lefebvre – Caussat
- Gilbert Pruchon – Colin
- Coco Golstein – Bruel
- Jean Dasté – Huguet
- Robert le Flon – 'Péte-Sec'
- Du Verron – Bec-de-Gaz
- Delphin – Dyrektor college'u
- Léon Larive – nauczyciel nauk ścisłych
- Madame Émile – Matka Haricot
- Louis de Gonzague – Prefekt
- Raphaël Diligent – Strażak
- Pierre Blanchar – Opiekun

## Nagrody
Jean Vigo został pośmiertnie nagrodzony za Pałę ze sprawowania w 2011 przez Parajanov-Vartanov Institute.